# Theridion hotanense
Theridion hotanense là một loài nhện trong họ Theridiidae.
Loài này thuộc chi Theridion. Theridion hotanense được miêu tả năm 1993 bởi Zhu & Zhou.